# Ярема Олександр Михайлович
Олександр Михайлович Ярема — український актор та ведучий. Випускник Київського державного інституту театрального мистецтва ім. І. К. Карпенка-Карого. Ведучий програми «ВусоЛапоХвіст» на телеканалі СТБ. Заслужений артист України (2024)

## Життєпис
Народився в Миколаївській області. У віці 6 років разом із родиною переїхав до Херсона.
По завершенні в 1996 році Київського державного інституту театрального мистецтва ім. І. К. Карпенка-Карого (курс Леоніда Олійника), був зарахований до театральної трупи Київського академічного театру юного глядача на Липках, з 2019 року — Національного академічного драматичного театру ім. Івана Франка (м. Київ).
З 2007 по 2013 роки був ведучим передачі «ВусоЛапоХвіст» на телеканалі «СТБ».

## Фільмографія
Телевізійні проєкти
- «Мамаду»

Серіали
- «Усе включено»
- «Міський роман»
- «Прибулець»
- «Утьосов. Пісня довжиною у життя»
- «Вечірка»
- «Папаньки»
- «Шпиталь (телесеріал)»
- «Злі духи»
- «Дві сестри»

Ігровий кінематограф
- 2002 — «Золота лихоманка» — Олег
- 2021 — «Будинок „Слово“: Нескінчений роман» — Теодор Драйзер
- 2022 — «Памфір» — Орест («Морда»)
- 2025 — «Відпустка наосліп»

## Театральні роботи
Київський академічний театр юного глядача на Липках
- 1986 — «Король Дроздобород»
- 1998 — «Чарівна Пеппі»
- 2002 — «Ромео і Джульєтта»
- 2002 — «Вовки та…»
- 2003 — «Ляльковий дім»
- 2004 — «Чайка»
- 2005 — «Лісова пісня»
- 2005 — «Ярмарковий гармидер»
- 2006 — «Химера»
- 2008 — «Романтик з планети eBay»
- 2009 — «Шинель»
- «Шалений день»

Київський академічний театр «Золоті ворота»
- 2015 — «Королева краси, або перед смертю не надихаєшся» за п'єсою «Красуня з Лінена» Мартіна Мак-Дони; реж. Максим Голенко — Мег Фолан
- 2017 — «Тату, ти мене любив?» за п'єсою «Тихий шорох зникаючих кроків» Дмитра Богославського; реж. Стас Жирков — Дмітріч (тато)

Дикий Театр (м. Київ)
- 2017 — «Афродизіак» Віктора Понізова; реж. Максим Голенко — мадам Фрашон
- 2018 — «Кицюня» за п'єсою «Лейтенант з острова Інішмор» Мартіна Мак-Дони; реж. Максим Голенко — Донні
- 2019 — «Спіймати Кайдаша» вистава-променад за п'єсою Наталі Ворожбит; реж. Максим Голенко — Омелько Кайдаш
- 2019 — «Кайдаші 2.0.» Наталі Ворожбит за мотивами серіалу «Спіймати Кайдаша», написаного за мотивами повісті «Кайдашева сім'я» І. Нечуя-Левицького; реж. Максим Голенко — Омелько Кайдаш
- 2020 — «Ображені. Білорусь (сія)» Андрія Курейчика[ru]; реж. Максим Голенко — Старий

Театральна агенція «ТЕ-АРТ»
- 2018 — «Холостяки і холостячки» Ханоха Левіна; реж. Максим Голенко
- 2019 — «Хочу зніматися у кіно, або Кохання не за сценарієм» Ніла Саймона; реж. Артур Артіменьєв

Національний академічний драматичний театр імені Івана Франка
В театрі Франка працює з 2019 року:
- 2019 — «Лунаса» за п'єсою «Танці на Луназу» Брайана Фріла; реж. Андрій Приходько — Джек
- 2019 — «Поминальна молитва» Григорія Горіна за мотивами збірки оповідань Шолом-Алейхема «Тев'є-Молочар»; реж. поновлення Дмитро Чирипюк — Степан (поновлення легендарної вистави «Тев'є-Тевель», поставленої Сергієм Данченко у 1989 році)
- 2020 — «Украдене щастя» за однойменною п'єсою Івана Франка; реж. Дмитро Богомазов — Микола Задорожний[2][3]
- 2020 — «Крум» Ханоха Левіна; реж. Давид Петросян — Тугаті

Інші театри
- 2017 — «Homo Soveticus» за мотивами п'єси «Потерпілий Гольдинер» Віктора Шендеровича; реж. Максим Голенко (Театр «Ампулка»)
- 2019 — «Енеїда-XXI» Віталій Ченський за мотивами поеми «Енеїда» Івана Котляревського; реж. Максим Голенко — Анхіз (Одеський академічний український музично-драматичний театр імені В. Василька та «Дикий Театр», м. Київ)
- 2019 — «Зойчина квартира»[ru] Михайла Булгакова; реж. Максим Голенко — Борис Семенович Гусь-Ремонтний, комерційний директор тресту тугоплавких металів (Київський академічний драматичний театр на Подолі)[4]
- 2019 — «Дон Жуан» Марини Смілянець; реж. Максим Голенко (Антреприза, м. Київ)

## Нагороди й номінації
- Заслужений артист України (2024)[5]

| Нагороди й номінації | Нагороди й номінації | Нагороди й номінації                            | Нагороди й номінації  | Нагороди й номінації |
| Рік                  | Премія               | Номінація                                       | Робота                | Результат            |
| -------------------- | -------------------- | ----------------------------------------------- | --------------------- | -------------------- |
| 2017                 | «Київська пектораль» | Найкраще виконання чоловічої ролі другого плану | «Без вини винні»      | Номінація            |
| 2023                 | «Золота дзиґа»       | Найкраща чоловіча роль другого плану            | «Памфір»              | Номінація            |
| 2024                 | «Золота дзиґа»       | Найкраща чоловіча роль                          | «Уроки толерантності» | Номінація            |